# Barilius gatensis
Barilius gatensis är en fiskart som först beskrevs av Valenciennes, 1844.  Barilius gatensis ingår i släktet Barilius och familjen karpfiskar. IUCN kategoriserar arten globalt som livskraftig. Inga underarter finns listade.